# Титанат железа(II)
Титанат железа(II) — неорганическое соединение, 
соль железа и метатитановой кислоты с формулой FeTiO3,
чёрные кристаллы,
не растворяется в воде.

## Получение
- В природе встречается минерал ильменит — FeTiO3 с примесями Mg, Mn, Nb, V, Cr.
- Спекание оксидов железа и титана:

{\displaystyle {\mathsf {FeO+TiO_{2}\ {\xrightarrow {T}}\ FeTiO_{3}}}}

## Физические свойства
Титанат железа(II) образует чёрные кристаллы
тригональной сингонии,
пространственная группа R 3,
параметры ячейки a = 0,5082 нм, c = 1,4027 нм, Z = 6.
Не растворяется в воде.
Зависимость теплоёмкости от температуры в интервале от 25 до 1360 °C выражается уравнением :
{\displaystyle {\mathsf {C_{p}=27,87+0,00436T-479100T^{-2}}}}

## Химические свойства
- Химически довольно стоек, под действием водорода (1000-2000 °C) восстанавливается только половина железа и образуется дититанат [1]:

{\displaystyle {\mathsf {FeTiO_{3}+H_{2}\ {\xrightarrow {1000-2000^{o}C}}\ Fe+FeTi_{2}O_{5}+H_{2}O}}}

## Применение
- Ильменит (FeTiO3) является ценным рудой для получения титана и его производных:
  - Пигментного диоксида титана.
  - Титанового шлака.
  - Губчатого титана.